# Erwin
Erwin ist ein männlicher Vorname, der auch als Familienname gebräuchlich ist.

## Herkunft und Bedeutung des Namens
Erwin ist ein zweigliedriger Rufname, der aus den germanischen Bestandteilen ARI (< protogermanisch *aria- «Adel») / JOR (> protogermanisch *eƀura- > althochdeutsch ebur > deutsch Eber oder EIR (> althochdeutsch êra > deutsch Ehre) und VIN «Freund» (> protogermanisch winiz > althochdeutsch wini gebildet wird. Eine weitere mögliche Herleitung besteht aus der Kombination der althochdeutschen Bestandteile heri «Heer, Kriegsschar» und wini «Freund».

## Verbreitung
In Deutschland befand sich Erwin in den 1930er Jahren unter den populärsten Namen, von 1940 bis Anfang der 1970er Jahre war er jährlich nur noch in der Liste der beliebten Namen anzutreffen. Seine Beliebtheit sank danach stetig, heute gilt der Name als mäßig beliebt. In den letzten 10 Jahren wurde er etwa 960 Mal vergeben. Erwin wurde in Österreich seit 1984 alljährlich in der Namensgebung berücksichtigt. Bis Anfang der 1990er Jahre gehörte er zu den beliebten Jungennamen, danach ging seine Popularität zurück. Der Name belegte in der Schweiz von 1930 bis Anfang der 1960er Jahre jährlich eine Platzierung in den beliebten Vornamen. Seit Anfang der 1970er Jahre ist er hingegen nicht mehr sehr populär. Von 1930 bis 2022 wurde er rund 6300 Mal vergeben.
Der Name war in Frankreich von 1900 bis 1950 regelmäßig in der Namensgebung vertreten, besonders am Anfang der 1940er Jahre erreichte er den Höhepunkt seiner Beliebtheit mit dem 147. Platz im Jahr 1941. Nach Kriegsende ließ seine Popularität nach. In den Niederlanden wurde Erwin Ende der 1950er beliebt. Von 1959 bis 1994 lag er immer in der Liste der populären Vornamen. Seit Ende der 1990er Jahre wird der Name nur noch selten berücksichtigt. Der Vorname kommt in Belgien gelegentlich vor. Dahingegen ist er in England, Irland und Schottland nur selten anzutreffen. In Polen war Erwin von 2000 bis 2011 in den Top 200.
In den skandinavischen Ländern Dänemark, Norwegen und Schweden kommt der Name ebenfalls in der Namensgebung vor.
Erwin wird in den USA seit 1880 vergeben, bis zu Kriegsbeginn war er mäßig beliebt, danach sank seine Beliebtheit jedoch stetig. Seit 1980 wird der Name in Kanada fast alljährlich vergeben, jedoch in einem geringen Volumen.

## Namenstag
- Ermin von Lobbes: 25. April
- 29. Mai

## Varianten
- Irving, Irwin (englisch); Ervin (norwegisch, schwedisch und ungarisch)

## Namensträger

### Vorname
- Erwin van Aaken (1904–2008), deutscher Architekt
- Erwin Albrecht (1900–1985), Richter im Dritten Reich und saarländischer Politiker
- Erwin Axer (1917–2012), polnischer Theaterregisseur
- Erwin Bälz (1849–1913), deutscher Internist und Anthropologe
- Erwin K. Bauer (* 1965), österreichischer Grafikdesigner, Landwirt und Hochschullehrer
- Erwin Bollinger (* 1962), Schweizer Diplomat
- Erwin Bohatsch (* 1951), österreichischer Maler der neuen Wilden
- Erwin Böhme (1879–1917), deutscher Jagdflieger im Ersten Weltkrieg
- Erwin Bootz (1907–1982), deutscher Pianist und Unterhaltungskünstler
- Erwin Bowien (1899–1972), deutscher Maler und Autor.
- Erwin Blumenfeld (1897–1969), deutsch-jüdischer Fotograf
- Erwin Bünning (1906–1990), deutscher Biologe und Hochschullehrer
- Erwin Chargaff (1905–2002), österreichisch-US-amerikanischer Biochemiker und Schriftsteller
- Erwin C. Dietrich (1930–2018), Schweizer Drehbuchautor, Filmproduzent, -produktionsleiter, -regisseur und Schauspieler
- Erwin Engelbrecht (1891–1964), deutscher General
- Erwin Engst (1918–2003), US-amerikanischer Agronom in China
- Erwin Förschler (1913–1984), deutscher Fußballspieler
- Erwin Gehrts (1890–1943), deutscher Widerstandskämpfer, Journalist und Oberst der Luftwaffe
- Erwin Geschonneck (1906–2008), deutscher Schauspieler
- Erwin J. Haeberle (1936–2021), deutscher Sexualwissenschaftler
- Erwin Heerich (1922–2004), deutschen Bildhauer und Hochschullehrer
- Erwin Hilbert (* 1951), deutscher Maler, Buchautor und Liedermacher
- Erwin Huber (* 1946), deutscher Politiker
- Erwin Hufnagel (1940–2022), deutscher Erziehungswissenschaftler
- Erwin Iserloh (1915–1996), deutscher Kirchenhistoriker und Ökumeniker der römisch-katholischen Kirche
- Erwin Jehle (1923–2004), liechtensteinischer Skilangläufer
- Erwin Kalser (1883–1958), deutscher Schauspieler und Theaterregisseur
- Egon Erwin Kisch (1885–1948), tschechischer Journalist und Reporter
- Erwin Komenda (1904–1966), österreichischer Automobildesigner und Autokonstrukteur
- Erwin Kostedde (* 1946), deutscher Fußballspieler und -trainer
- Erwin Kräutler (* 1939), Bischof von Altamira (Brasilien)
- Erwin von Kreibig (1904–1961), deutscher Maler, Zeichner, Grafiker und Buchillustrator
- Erwin Kreim (* 1939), deutscher Wirtschaftswissenschaftler, Bankdirektor und Unternehmensberater
- Erwin Kröner (1889–1963), deutscher Maler
- Erwin Kubesch (* 1950), österreichischer Diplomat
- Erwin Laage (1920–1997), deutscher Gartenarchitekt
- Erwin Lahousen (1897–1955), österreichischer Offizier und Kronzeuge bei den Nürnberger Prozessen
- Erwin Lang (1886–1962), österreichischer Maler und Grafiker
- Erwin Lange (1913–1982), deutscher Pyrotechniker beim Film
- Erwin Lange (1914–1991), deutscher Widerstandskämpfer und Politiker
- Erwin Lehn (1919–2010), deutscher Musiker
- Erwin Linder (1903–1968), deutscher Schauspieler
- Erwin Lohner (* 1962), deutscher Jurist, Staatsministeriums-Amtschef
- Erwin Lohr (1880–1951), österreichischer Physiker und Hochschullehrer
- Erwin van de Looi (* 1972), niederländischer Fußballspieler und -trainer
- Erwin Löw von und zu Steinfurth (1841–1914), deutscher Politiker, Mitglied des Deutschen Reichstags
- Erwin von Merseburg (* um 840 in vermutlich Merseburg; † vor 906 ebenda)
- Erwin Meyer (1888–1970), deutscher Verwaltungsjurist
- Erwin Meyer (1899–1972), deutscher Elektroingenieur und Physiker
- Erwin von Mohl (1839–1895), deutscher Offizier, preußischer Generalmajor
- Erwin Müller (20. Jh.), deutscher Fußballspieler
- Erwin K. Münz (1912–1978), deutscher Dichter und Schriftsteller
- Erwin Neher (* 1944), deutscher Biophysiker und Nobelpreisträger
- Erwin Nestle (1883–1972), deutscher evangelischer Theologe
- Erwin Nievergelt (1929–2018), Schweizer Ökonom und Schachspieler
- Erwin Walter Palm (1910–1988), deutscher Philologe, Archäologe, Kunsthistoriker und Schriftsteller
- Erwin Payr (1871–1946), österreichisch-deutscher Chirurg
- Erwin Piscator (1893–1966), deutscher Theaterregisseur und Intendant
- Erwin Planck (1893–1945), deutscher Politiker und Widerstandskämpfer, Sohn des Physikers Max Planck
- Erwin Pröll (* 1946), österreichischer Politiker und Landeshauptmann von Niederösterreich
- Erwin Resch (* 1961), österreichischer Skirennläufer
- Erwin Ringel (1921–1994), österreichischer Arzt und Vertreter der Individualpsychologie
- Erwin Rohde (1845–1898), deutscher Altphilologe und Hochschullehrer
- Erwin Rommel (1891–1944), deutscher General
- Erwin Rosenthal (1904–1991), deutsch-britischer Orientalist und Hochschullehrer
- Erwin Rosenthal (* 1939), deutscher Philosoph, Hochschullehrer und Heimatforscher
- Erwin Rüddel (1955–2025), deutscher Politiker
- Erwin Rutte (1923–2007), deutscher Geologe, Paläontolog und Hochschullehrer
- Erwin Schauenstein (1918–1999), österreichischer Biochemiker und Hochschullehrer
- Erwin Scherschel (1922–1997), deutscher Schauspieler und Hörspielsprecher
- Erwin Scheuch (1928–2003), deutscher Soziologe
- Erwin Schmider (* 1938), deutscher Endurosportler
- Erwin Schrödinger (1887–1961), österreichischer Physiker
- Erwin Schulhoff (1894–1942), aus Prag stammender Komponist
- Erwin Schulz (1900–1981), deutscher SS-Brigadeführer und Generalmajor der Polizei
- Erwin Sellering (* 1949), deutscher Politiker (SPD) und Ministerpräsident von Mecklenburg-Vorpommern
- Erwin von Sigel (1884–1967), deutscher Leichtathlet
- Erwin W. Spahn (1898–1941), österreichischer Schriftsteller und Librettist
- Erwin Staudt (* 1948), deutscher Manager und Präsident des VfB Stuttgart
- Erwin Stein (1885–1958), österreichischer Komponist, Dirigent und Musiktheoretiker
- Erwin Stein (1903–1992), deutscher Richter und Politiker (CDU)
- Erwin Stein (1930–2009), deutscher Politiker (CSU), MdL Bayern
- Erwin Stein (1931–2018), deutscher Ingenieur und Hochschullehrer
- Erwin Stein (1935–2024), deutscher Fußballspieler
- Erwin von Steinbach (≈1244–1318), Münsterbaumeister am Straßburger Münster
- Erwin Steinbacher (1903–1988), deutscher Jazz- und Unterhaltungsmusiker, Bandleader
- Erwin Stetter (1915–1989), deutscher Arzt, Standespolitiker und Schriftsteller
- Erwin Stolpe (* 1945), deutscher Unfallchirurg, Pionier der Luftrettung
- Erwin W. Straus (1891–1975), deutsch-amerikanischer Neurologe und Psychiater, Psychologe und Philosoph
- Erwin Straus (1910–1966), österreichischer Komponist
- Erwin Stricker (1950–2010), italienischer Skirennläufer und Unternehmer
- Erwin Strittmatter (1912–1994), deutscher Schriftsteller
- Erwin Teufel (* 1939), deutscher Politiker und ehemaliger Ministerpräsident von Baden-Württemberg
- Erwin Tischler (* 1951), deutscher Radrennfahrer
- Erwin Vosseler (* 1913), deutscher Fußballspieler
- Carl Erwin Walz (* 1955), ehemaliger US-amerikanischer Astronaut und Flugerprobungsingenieur
- Erwin Wickert (1915–2008), deutscher Diplomat und Schriftsteller
- Erwin Wirschaz (1923–2011), deutscher Schauspieler und Hörspielsprecher
- Erwin von Witzleben (1881–1944), deutscher Offizier und Widerstandskämpfer des 20. Juli 1944
- Erwin Wurm (* 1954), österreichischer Künstler

### Familienname
- Angela Erwin (* 1980), deutsche Politikerin und Rechtsanwältin
- Bill Erwin (1914–2010), US-amerikanischer Schauspieler
- Donald Erwin (1920–2014), US-amerikanischer Biologe
- Douglas Hamilton Erwin (* 1958), US-amerikanischer Paläontologe
- George Z. Erwin (1840–1894), US-amerikanischer Politiker
- Guy Erwin (* 1958), US-amerikanischer lutherischer Bischof
- James Erwin (1920–2005), US-amerikanischer Politiker
- James Brailsford Erwin (1856–1924), US-amerikanischer Brigadegeneral
- Joachim Erwin (1949–2008), deutscher Politiker (CDU), MdL, Oberbürgermeister von Düsseldorf
- John Draper Erwin (1883–1983), US-amerikanischer Diplomat
- Lee Erwin (Drehbuchautor) (1906–1972), US-amerikanischer Drehbuchautor
- Lee Erwin (Fußballspieler) (* 1994), schottischer Fußballspieler
- Mike Erwin (* 1978), US-amerikanischer Schauspieler
- Richard Erwin (1923–2006), US-amerikanischer Jurist und Politiker
- Stuart Erwin (1903–1967), US-amerikanischer Schauspieler